# Nepal nos Jogos Olímpicos de Inverno da Juventude de 2012
O Nepal participou dos Jogos Olímpicos de Inverno da Juventude de 2012, realizados em Innsbruck, na Áustria. A delegação nacional contou com um total de um atleta, que disputou provas do esqui alpino.

## Esqui alpino
| Atleta      | Evento                   | Final         | Final         | Final         | Final         |
| Atleta      | Evento                   | Descida 1     | Descida 2     | Total         | Pos.          |
| ----------- | ------------------------ | ------------- | ------------- | ------------- | ------------- |
| Bibash Lama | Slalom masculino         | Não completou | Não completou | Não completou | Não completou |
| Bibash Lama | Slalom gigante masculino | 1:42.29       | 1:31.39       | 3:13.68       | 39            |